# Gitta Honegger
Gitta Sacha Honegger (* 1942) ist eine amerikanische Dramaturgin, Regisseurin und Theaterwissenschaftlerin österreichischer Herkunft. Sie ist Professorin an der School of Film, Dance and Theater der Arizona State University.

## Ausbildung
Honegger erhielt ihre Theaterausbildung in Wien und spielte unter anderem am Wiener Burgtheater, am Schauspielhaus Zürich und an der Komödie Basel. Sie promovierte in Theaterwissenschaft an der Universität Wien; im Zusammenhang mit Dissertationsforschungen über Eugene O’Neill reiste sie in die USA. Ihre Universitätskarriere entwickelte sich dort weiter.

## Universitätsposten
Von 1983 bis 1993 war Honegger Professorin für Dramaturgie und Theaterkritik an der Yale School of Drama und Dramaturgin am Yale Repertory Theatre, wo sie auch Regie führte. Außerdem arbeitete sie als Regisseurin und Dramaturgin bei der Eugene O’Neill National Playwright’s Conference. Bevor sie 2001 an die Arizona State University kam, war sie Vorsitzende der Schauspielabteilung an der Catholic University of America (1993–2001).

## Forschungsschwerpunkt zeitgenössisches österreichisches Theater in Übersetzung
Professor Honegger hat Theaterstücke von Thomas Bernhard, Peter Handke, Franz Xaver Kroetz, Marieluise Fleisser und den Nobelpreisträgern Elfriede Jelinek und Elias Canetti übersetzt. Ihr Buch „Thomas Bernhard: The Making of an Austrian“ wurde mit dem Buchpreis des Österreichischen Kulturforums ausgezeichnet. Sie ist „Contributing Editor“ des Yale Theater Magazine; ihre Veröffentlichungen über Theater und Kultur sind in zahlreichen etablierten Periodika zu finden.
In seiner Rezension von „The Making of an Austrian“ (2001) bemerkte Timothy Malchow, dass Honegger einen ungewöhnlichen und charakteristischen Stil als Kritikerin habe. Sie beschäftige sich nicht mit isolierten, genauen Lesungen einzelner Werke. Stattdessen führe sie in der Art einer soliden Kontextualisierung in Thomas Bernhards Werk ein. Ebenso schildere sie die österreichische Kulturpolitik der zweiten Hälfte des 20. Jahrhunderts gut. Honegger sei als Wahlamerikanerin sowohl in österreichischen Theaterkreisen als auch in der anglo-amerikanischen Kultur zuhause. Sie schreibe wissenschaftlich aber kreativ, „manchmal geschwätzig, manchmal dramatisch oder komplex, aber immer klar und dem jeweiligen Thema angemessen“.
Honeggers Biographie von Bertolt Brechts Ehefrau Helene Weigel (2007) widmete sich bisher unbekannten Themen wie Weigels wienerisch-tschechisch-jüdischem Hintergrund und den Jahren des Zusammenbruchs der Habsburgermonarchie. Honeggers Buch ging auch auf Weigels langjährige Freundschaft mit Eugenie Schwarzwald und anderen Schriftstellerinnen und Schauspielerinnen ein, deren Kontakte für das Überleben der Familie Brecht im Exil unerlässlich waren.

## Veröffentlichungen (in Auswahl)
- Eugene O’Neill auf den Bühnen New Yorks: von den frühesten Anfängen bis heute (Dissertation, Universität Wien, 1966).
- Acoustic Masks: Strategies of Language in the Theater of Canetti, Bernhard, and Handke. Modern Austrian Literature, 18.2 (1985), S. 57–66.
- Thomas Bernhard: the Making of an Austrian (New Haven: Yale University Press, 2001).
- Translating Austria: (fünf) Schwierigkeiten beim Schreiben der Wahrheit. In: Elfriede Jelinek: „Ich will kein Theater.“ Hg. von Pia Janke, Wien, 2007, S. 233–.
- Frau Brecht: The Life and Work of Helene Weigel (New Haven: Yale University Press, 2007).